# OLM (azienda)
OLM (株式会社オー・エル・エム?, Kabushiki-gaisha Ōeruemu), prima Oriental Light and Magic fino al giugno 1994, è uno studio di animazione giapponese fondato il 3 ottobre 1990 con sede a Setagaya, a Tokyo. Lo studio è stato fondato da Toshiaki Okuno, Kunihiko Yuyama, Shūkichi Kanda, Shōji Ōta, Naohito Takahashi, Yuriko Chiba, Tsukasa Koitabashi, Nobuyuki Wasaki e Takaya Mizutani. È noto per la produzione di anime quali Pokémon, Berserk, Inazuma Eleven, Deltora Quest e Komi Can't Communicate. 

## Opere

### Serie TV
| Titolo                                                                   | Prima TV                           | Numero di episodi |
| ------------------------------------------------------------------------ | ---------------------------------- | ----------------- |
| Wedding Peach - I tanti segreti di un cuore innamorato                   | 5 aprile 1995 - 27 marzo 1996      | 51                |
| Moja-kō                                                                  | 3 ottobre 1995 - 31 marzo 1997     | 74                |
| Pokémon                                                                  | 1º aprile 1997 - in corso          | 1221              |
| Berserk                                                                  | 7 ottobre 1997 - 31 marzo 1998     | 25                |
| Oh, mia dea!                                                             | 6 aprile – 11 settembre 1998       | 48                |
| To Heart                                                                 | 1º aprile – 24 giugno 1999         | 13                |
| Kōtetsu tenshi Kurumi                                                    | 5 ottobre 1999 – 4 aprile 2000     | 24                |
| Comic Party                                                              | 2 aprile 2001 – 27 giugno 2005     | 26                |
| Kōtetsu tenshi Kurumi 2 shiki                                            | 7 aprile – 29 giugno 2001          | 24                |
| Figyua Sebuntīn Tsubasa ando Hikaru                                      | 27 maggio 2001 – 26 giugno 2002    | 13                |
| Kasumin                                                                  | 13 ottobre 2001 – 1º ottobre 2003  | 78                |
| Croket!                                                                  | 7 aprile 2003 – 27 marzo 2005      | 104               |
| Godannar                                                                 | 1º ottobre 2003 – 29 giugno 2004   | 26                |
| Omoikkiri Kagaku Adventure Sō Nanda!                                     | 5 ottobre 2003 – 28 marzo 2004     | 26                |
| Monkī Tān                                                                | 10 gennaio – 18 dicembre 2004      | 50                |
| Agatha Christie no meitantei Poirot to Marple                            | 4 luglio 2004 – 15 maggio 2005     | 39                |
| To Heart Omake                                                           | 2 ottobre – 25 dicembre 2004       | 13                |
| To Heart 2                                                               | 3 ottobre 2005 – 2 gennaio 2006    | 13                |
| Guyver                                                                   | 6 agosto 2005 – 18 febbraio 2006   | 26                |
| Utawarerumono                                                            | 3 aprile – 25 settembre 2006       | 26                |
| Makai Senki Disgaea                                                      | 3 aprile – 25 settembre 2006       | 12                |
| Ray                                                                      | 6 aprile – 29 giugno 2006          | 12                |
| Super Robot Wars Original Generation: Divine Wars                        | 4 ottobre 2006 – 29 marzo 2007     | 26                |
| Gift                                                                     | 6 ottobre – 22 dicembre 2006       | 13                |
| Deltora Quest                                                            | 6 gennaio 2007 – 29 marzo 2008     | 65                |
| Inazuma Eleven                                                           | 5 ottobre 2008 – 27 aprile 2011    | 127               |
| Tamagotchi!                                                              | 12 ottobre 2009 – 3 settembre 2012 | 143               |
| Cardfight!! Vanguard                                                     | 8 gennaio 2011 – in corso          | 493               |
| Little Battlers eXperience                                               | 2 marzo 2011 – 11 gennaio 2012     | 44                |
| Pac-Man e le avventure mostruose                                         | 15 giugno 2013 – 25 aprile 2015    | 52                |
| Future Card Buddyfight                                                   | 4 gennaio 2014 – 4 aprile 2015     | 64                |
| Yo-kai Watch                                                             | 8 gennaio 2014 – 31 marzo 2023     | 397(completa)     |
| Monsutā Retsuden Oreka Batoru                                            | 7 aprile 2014 – 30 marzo 20        | 51                |
| Beyblade Burst                                                           | 4 aprile 2016 – 25 marzo 2019      | 153               |
| Idol × Warrior Miracle Tunes!                                            | 2 aprile 2017 - 25 marzo 2018      | 51                |
| Atom: The Beginning                                                      | 15 aprile – 8 luglio 2017          | 12                |
| Mix                                                                      | 6 aprile 2019 – 23 settembre 2023  | 24                |
| Himitsu Senshi Fantomirāju!                                              | 7 aprile 2019 – 28 giugno 2020     | 24                |
| Megaton Musashi                                                          | 1 ottobre 2021 – 17 marzo 2023     | 28                |
| Y School Heros                                                           | 27 dicembre 2021-2 aprile 2021     | 63                |
| Komi Can't Communicate                                                   | 6 ottobre 2021 – 22 giugno 2022    | 24                |
| Life with an Ordinary Guy Who Reincarnated into a Total Fantasy Knockout | 12 gennaio - 5 aprile 2022         | 12                |
| Rabu Ōru Purē                                                            | 2 aprile - 24 settembre 2022       | 24                |
| Beyblade X                                                               | 6 ottobre 2023                     |                   |
| I diari della speziale                                                   | 22 ottobre 2023                    |                   |
| Delusional Monthly Magazine                                              | gennaio 2024                       |                   |
| Secret AiPri                                                             | 7 aprile 2024                      |                   |
| Let's Play                                                               | -                                  |                   |

### Videogiochi
| Titolo                | Data di uscita |
| --------------------- | -------------- |
| Bubble Bobble: Part 2 | 5 marzo 1993   |
| Sugoi Hebereke        | 11 marzo 1994  |